# جوليان ريند توت
جوليان ريند توت (بالإنجليزية: Julian Rhind-Tutt)‏ هو ممثل بريطاني، ولد في 20 يوليو 1968 في المملكة المتحدة.

## أعمال

### أفلام
- (1994) جنون الملك جورج
- (1997) الغد لا يموت[6][7][8]
- (1999) نوتينغ هيل[9][10][11]
- (2001)  تومب رايدر[12]
- (2007) ستاردست
- (2013) اندفاع[13]
- (2014) لوسي[14][15]

## وصلات خارجية
- جوليان ريند توت على موقع IMDb (الإنجليزية)
- جوليان ريند توت على موقع روتن توميتوز (الإنجليزية)
- جوليان ريند توت على موقع ألو سيني (الفرنسية)
- جوليان ريند توت على موقع ميوزك برينز (الإنجليزية)
- جوليان ريند توت على موقع أول موفي (الإنجليزية)
- جوليان ريند توت على موقع قاعدة بيانات الأفلام السويدية (السويدية)
- جوليان ريند توت على موقع قاعدة بيانات الفيلم (الإنجليزية)
- جوليان ريند توت على موقع كينوبويسك (الروسية)